# ملک عماد زوزنی
ملک عماد الدین زوزنی معروف به عماد  زوزنی، شاعر قرن هشتم در زوزن متولد شد.

وی از شعرای عهد سلجوقیان و از مداحان طغان‌شاه محسوب می‌شود.

## نمونه شعر
دو بیت از اشعار عماد زوزنی که در مدح  امام محمد غزالی  سروده است. 
| خرد را دوش میگفتم که این کهنه جهان از کی |  | شد از غوغای شیطان، ز سودای هوس خالی |
| خرد گفتا عجب دارم که می دانی و می پرسی   |  | بعهد علم غزالی ، بعهد علم غزالی     |